# Bisaltes brevicornis
Bisaltes brevicornis är en skalbaggsart som beskrevs av Stefan von Breuning 1939. Bisaltes brevicornis ingår i släktet Bisaltes och familjen långhorningar. Inga underarter finns listade.